# Rionegrochelys caldieroi
Rionegrochelys caldieroi es una especie extinta de tortuga pleurodira de la familia Chelidae, perteneciente al Cretácico Superior (Coniaciano–Santoniano) de la Formación Plottier, en la provincia de Río Negro, Argentina. Fue descrita en 2017 y se distingue por su morfología única del caparazón y una osteohistología con alta densidad ósea, que indica un modo de vida semiacuático o incluso semiterrestre.

## Descubrimiento y etimología
El holotipo (MPCA‑AT 258) fue hallado en el yacimiento conocido como “El Anfiteatro”, cercano a la localidad de Plottier, en el norte de la Patagonia argentina (39°18′ S, 68°24′ O). El nombre del género hace referencia a la provincia de Río Negro, mientras que el epíteto específico honra al técnico y colaborador Víctorino Caldieroi.

## Diagnóstico
Rionegrochelys caldieroi se diagnostica por una combinación de características poco comunes entre los quelónidos:
- Caparazón cordiforme (más ancho que largo), con relación ~1,03
- Profunda muesca nucal
- Canal costovertebral óseo abierto
- Crista vertebral medial discontinua
- Primer escudo vertebral subrectangular, el doble de ancho que largo
- Altísima compactación ósea (≈ 80,6 %), superior a la observada en otros chelidos fósiles y actuales.

## Morfología
El caparazón mide aproximadamente 430 mm y presenta:
- 1 placa nucal
- 8 placas neurales
- 16 placas costales
- 22 placas periféricas

El plastrón es ligeramente más largo que el caparazón. Las placas muestran canalización ósea pronunciada, y los márgenes del caparazón exhiben una forma convexa con rebordes salientes.

## Paleoecología
El estudio histológico sugiere adaptaciones a ambientes de aguas lentas y someras como lagunas y cauces fluviales, donde desarrollaba un comportamiento similar al de especies actuales como Pelomedusa subrufa. Su osificación densa indica capacidad limitada de flotación, lo que sugiere una vida principalmente en el fondo o incluso fuera del agua.

## Relaciones filogenéticas
Análisis cladístico posicionan a Rionegrochelys como un miembro basal de Panchelidae, el grupo troncal de los Chelidae. Su pariente más cercano sería Bonapartemys bajobarrealis, seguido del clado conformado por Lomalatachelys neuquina y Mendozachelys wichmanni.

## Evidencia de depredación
Un estudio de 2020 reveló marcas de mordedura en el plastrón del holotipo, probablemente provocadas por un crocodiliforme del Cretácico. La presencia de regeneración ósea sugiere que el ejemplar sobrevivió al ataque.

## Estratigrafía y contexto geológico
Los fósiles fueron hallados en la Formación Plottier, parte del Subgrupo Río Neuquén, dentro del Grupo Neuquén. Corresponden a ambientes fluviales y lacustres de baja energía típicos del Cretácico Superior en Gondwana. Las capas se datan en el intervalo Coniaciano–Santoniano, hace entre 89 y 83 millones de años.

## Importancia paleobiológica
Rionegrochelys representa una forma altamente derivada entre los pleurodiros sudamericanos, destacándose por:
- su combinación única de caracteres morfológicos
- su valor para establecer correlaciones biocronológicas dentro del Neógeno gondwánico
- su contribución al entendimiento de la historia evolutiva de los quelonios del hemisferio sur.